# パルティア語
パルティア語（パルティアご、パルティア語: Pahlawānīg、英: Parthian language）は、かつてパルティアで使われていたイラン語の一種で、中期イラン語に属する。

## 歴史
パルティアでは当初、アケメネス朝以来の伝統にしたがって、セム系のアラム語を公用語として使用した。パルティア語も使われたが、アラム文字で書かれるだけでなく、アラム語の単語そのものを表意的に使用しているため、初期のパルティア語碑文はアラム語なのかパルティア語なのかはっきりしないものが多い。
パルティアがサーサーン朝に滅ぼされた後もパルティア語は中世ペルシア語（パフラヴィー語）やギリシア語と並んで使われ続けた。3世紀末のナルセ1世のパイクリ碑文が、パルティア語で書かれた最後の碑文である。
サーサーン朝時代には、またマニ教文献が（他のさまざまな言語と並んで）パルティア語で書かれた。典礼用の言語として、パルティア語ははるか後にまで中央アジア（トルファン）で生き残った。
生きた言語としてのパルティア語がその後どうなったかははっきりしない。ザザキ語をパルティア語の子孫とする説がある（ザザ人も参照）。